# Hnutí slovanské domoviny
Hnutí slovanské domoviny (HSD) byla protifašistická odbojová organizace, která během druhé světové války v letech 1939-1943  působila na území Protektorátu Čechy a Morava.

## Vznik organizace
Organizace byla založena v Brně na jaře 1939 Vlastislavem Kroupou s prvotním názvem "Slovanská obec práce". Její členové byli převážně mladé generace s panslavistickým přesvědčením. Členové gestapem rozprášených jiných odbojových organizací, kteří ušli pozornosti gestapa, se přidávali do neodhalených organizací včetně Kroupovy skupiny. Jejich zkušeností využíval Vlastislav Kroupa při budování organizace "Slovanská obec práce", která po Všeslovanském kongresu v Moskvě 10.-11. srpna 1941 změnila svůj název na "Hnutí slovanské domoviny".

## Formy a metody ilegálního boje
Bylo dohodnuto, že nejúčinnější metodou bude komplexní všestranný boj a proto se práce HSD zaměřuje několika směry – především ideologickým, propagačním, diverzním a ozbrojeným. Odbojovou organizaci se dařilo rozšiřovat do přilehlých brněnských okresů a vznikaly buňky ve Střelicích, Zbýšově, Ivančicích, Rosicích, Ořechově, Bučovicích a jinde. Ustavené skupiny byly organizovány v trojky s jedním vedoucím, který byl dále napojen na vedoucího další trojice, přičemž spojky znal pouze Kroupa. Hnutí nabývalo na síle a tvořily se další skupiny na území dnešního Jihomoravského kraje. Zásady přísné konspirace s minimálním napojováním členů na vedení organizace byly při její organizační výstavbě přísně dodržovány. Tento způsob se ukázal později jako velmi účinný a hnutí mu vděčilo za to, že část odbojových skupin nebyla vůbec likvidována a mohla pokračovat v činnosti prakticky až do osvobození.

## Činnost HSD
Základní organizační buňka byla v Brně pod vedením Vlastislava Kroupy. Pro propagační činnost měla organizace válečkový cyklostyl, na kterém tiskla časopis "Pochodeň slovanstva" a jiné propagační materiály. HSD prováděla také sabotážní činnost na železnici. Prováděli změny v instradačních telegramech vojenských transportů a strhávali nebo přemisťovali  nálepky z vozů s určením cílové stanice. Takto odstaveným vozům byl sypán písek do ložisek kol a přeřezávány brzdové hadice. Sabotáže se také prováděly poškozováním součástek ve výrobních závodech. Několik členů, kteří byli posláni na nucené práce do Vídně souhlasilo s pokračováním činnosti převáděním ohrožených osob přes hranice z protektorátu do Vídně a dále.

## Odhalení a likvidace hnutí
Do podzimu 1942 pracovala organizace bez větších potíží, ovšem v listopadu přišel úder gestapa. Na jaře 1942 byl nasazen na likvidaci místní složky Obrany národa v Ivančicích konfident gestapa Miloš Krejčí. Během této akce objevil Krejčí v Ivančicích bývalou skupinu KSMG (Komunistický svaz mladé generace) napojenou na HSD, jejíž členy gestapo zatklo v dubnu 1942. Zatčen byl i Hynek Růžička, který měl doma ukrytý psací stroj. HSD se pokusila kontaktovat rodinu Hynka Růžičky za účelem opětovného získání psacího stroje prostřednictvím místní učitelky. Učitelka ze strachu událost nahlásila na četnické stanici, která obratem informovala brněnské gestapo. Gestapo správně usoudilo, že se nejednalo o čin jednotlivce a jelikož konfident Krejčí znal osoby, jež se pohybovaly v okolí Hynka Růžičky, 5. listopadu 1942 začala první vlna zatýkání zaměřená na skupiny HSD Rosice, Zbýšov a Ivančice. O situaci byl okamžitě informován vedoucí HSD Vlastislav Kroupa, ovšem to nezabránilo jeho zatčení 16. listopadu společně se třemi členy brněnského vedení. 
Vlastislav Kroupa při výsleších nikoho neprozradil a tak brněnské středisko fungovalo i po jeho zatčení pod vedením Antonína Kašpara. V březnu 1943 gestapo zopakovalo úder proti rosicko-zbýšovské složce a zatklo většinu jejich členů. V květnu již mělo gestapo valnou část brněnské skupiny uvězněných v Kounicových kolejích. Dne 31. 12. 1943 byl zatčen v Náchodě i Antonín Kašpar, který před zatčením díky varování z Brna uprchl. Všichni zatčení byli převezeni koncem roku do Vratislavi a během ledna postaveni před soud. Několik členů vedení včetně Kroupy bylo odsouzeno k trestu smrti ostatní byli odsouzeni k trestům káznice. Zakladatel a vedoucí "Hnutí slovanské domoviny" Vlastislav Kroupa byl popraven 27. dubna 1944.